# تالایادی
تالایادی (به لاتین: Thalaiady) یک منطقهٔ مسکونی در سری‌لانکا است که در استان شمالی (سری‌لانکا) واقع شده‌است.